# Maliskamp
Maliskamp est un village situé dans la commune néerlandaise de Bois-le-Duc, dans la province du Brabant-Septentrional. En 2009, le village comptait 1 310 habitants.